# Herminia modestalis
Herminia modestalis là một loài bướm đêm trong họ Noctuidae.